# Provincia di Sidi Slimane
La provincia di Sidi Slimane è una divisione amministrativa del Marocco, ad economia prevalentemente rurale, nella regione di Rabat-Salé-Kenitra.

## Storia
La provincia di Sidi Slimane è stata istituita nel 2009 – con decreto 2-09-319 dell'11 giugno – a seguito dello smembramento della provincia di Kenitra.

## Geografia fisica
La provincia di Sidi Slimane ha una superficie di 1492 km² ed i seguenti confini:
- a sud-est con la prefettura di Meknès (regione di Meknès-Tafilalet) ;
- a sud con la provincia di Khemisset (regione di Rabat-Salé-Zemmour-Zaer) ;
- ad ovest con la provincia di Kenitra (regione di Gharb-Chrarda-Bèni Hssen).

## Amministrazione territoriale
La provincia di Sidi Slimane è costituita da 11 comuni, di cui due municipalità: Sidi Slimane, capoluogo, e Sidi Yahya El Gharb.